# Backamadaras
Backamadaras (románul Păsăreni) falu Romániában, Maros megyében, Backamadaras község központja. Nyárádbálintfalva és Szentgerice tartozik hozzá.

## Fekvése
A falu Marosvásárhelytől 18 km-re délkeletre, a Középső-Nyárádmentén terül el a Nyárád két partján.

## Nevének eredete
A falu a tőle északnyugatra fekvő Backa nevű hegycsúcsról és madarakban gazdag erdőiről kaphatta a nevét. A román pasăre madarat jelent.
Az első írásos emlék 1392-ben Bachka Madaras alakban említi. Az idők folyamán viszont több alakban is előfordul: 1580-ban Baczkamadaras, 1602-ben Madaras, 1632-ben Baczka Madaras, 1854-ben Baczka-Madaras. Románul is sokat változott az elnevezés: 1733-ban Bancska-Madarás, 1760-62-ben Barza Madaras, 1854-ben Mederásu, 1921-ben Madarasu, 1926-tól Păsăreni.

## Története
1910-ben a falunak 1211 lakosából 1169 magyar, 24 román, 10 cigány és 8 német. A trianoni békeszerződésig Maros-Torda vármegye Marosi-alsó járásához tartozott. 1992-ben 969 lakosából 946 magyar 13 román és 10 cigány volt.

Az első hiteles írott adat 1392. április 15-én keletkezett, ahol Bachka Madaras néven említik. Diósgyőrből Zsigmond király arra utasítja a gyulafehérvári Káptalant, hogy Backamadarasi Pál fiait iktassa be a Küküllő vármegyei Kisszőlős helységbe, mivel az említettek új adományt kaptak erre a településre. Ezen az adaton kívül még van három Backamadarast érintő oklevél, amelyek a XV. századból származnak és bizonyítják a település létezését. Ezek pontos dátum szerint 1409. december 10-én, 1484. május 20-án és 1485. június 2-án keletkeztek.

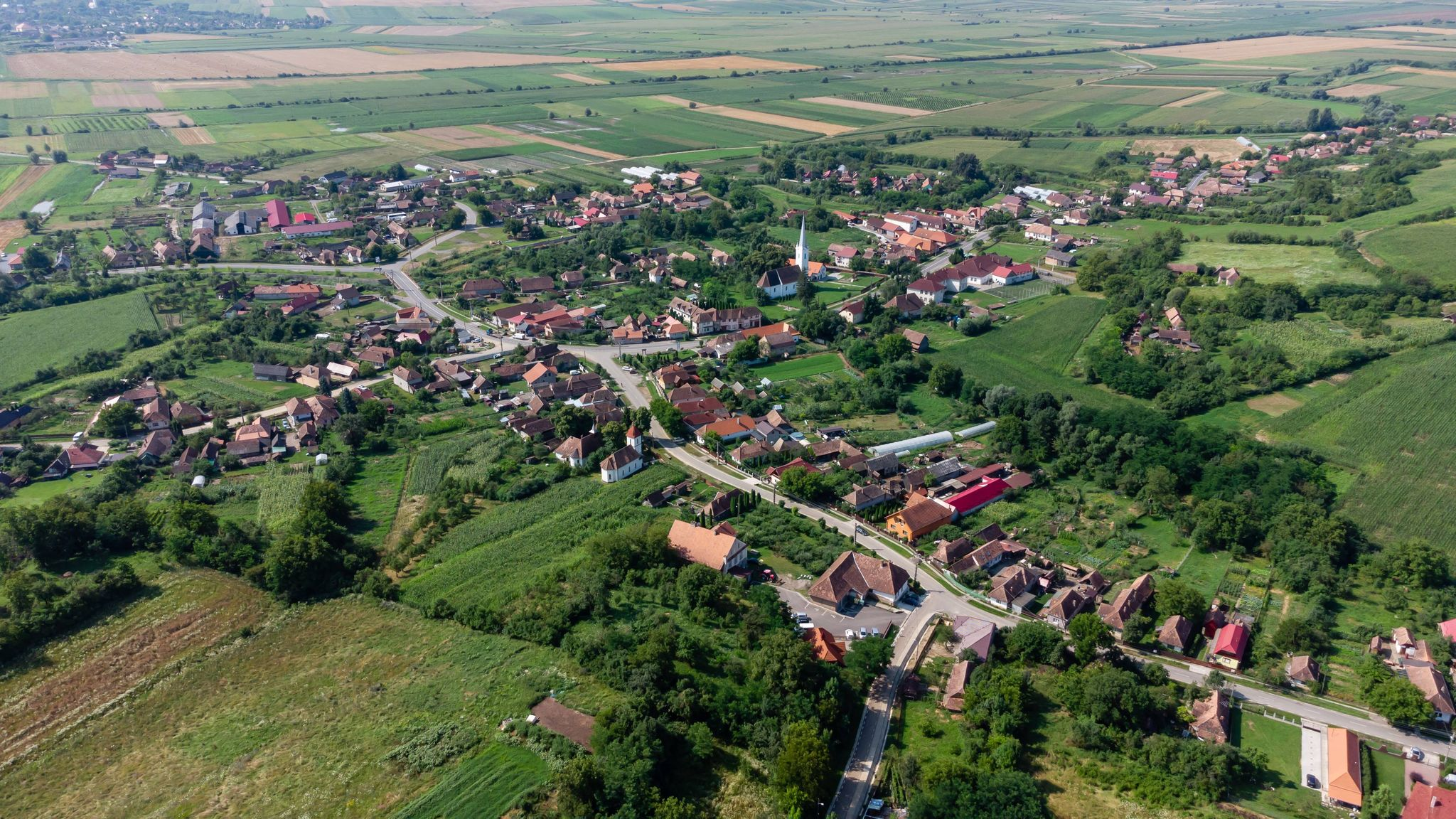
A település É-K irányból fotózva. Szerző: Szőcs Edgár

A falu pontos keletkezésének időpontját sajnos nem ismerjük, levéltári adatok hiányában, de annyi biztos, hogy az első okleveles említést megelőzően is már létezett. Valószínűleg a XI-XII. század körül marosi gyepűt őrző szabad székelyek telepedtek le itt, akik 1560-ban tértek református hitre.

A XI-XII. században a székelység  véglegesen letelepedett Erdély dél-keleti részén, nemzetiségi szervezetben élt és falurendszere fokozatosan alakult ki a XII-XIII. század folyamán. Településünkön is, akárcsak a többi székely falvakban, a lovas székelyek a főemberek és lófői rendű családokból kerültek ki, akik megengedhették maguknak a költséges lótartást és a drága fegyverzetet. A gyalogságot a szegényebb rendben lévő közszékelyek alkották.

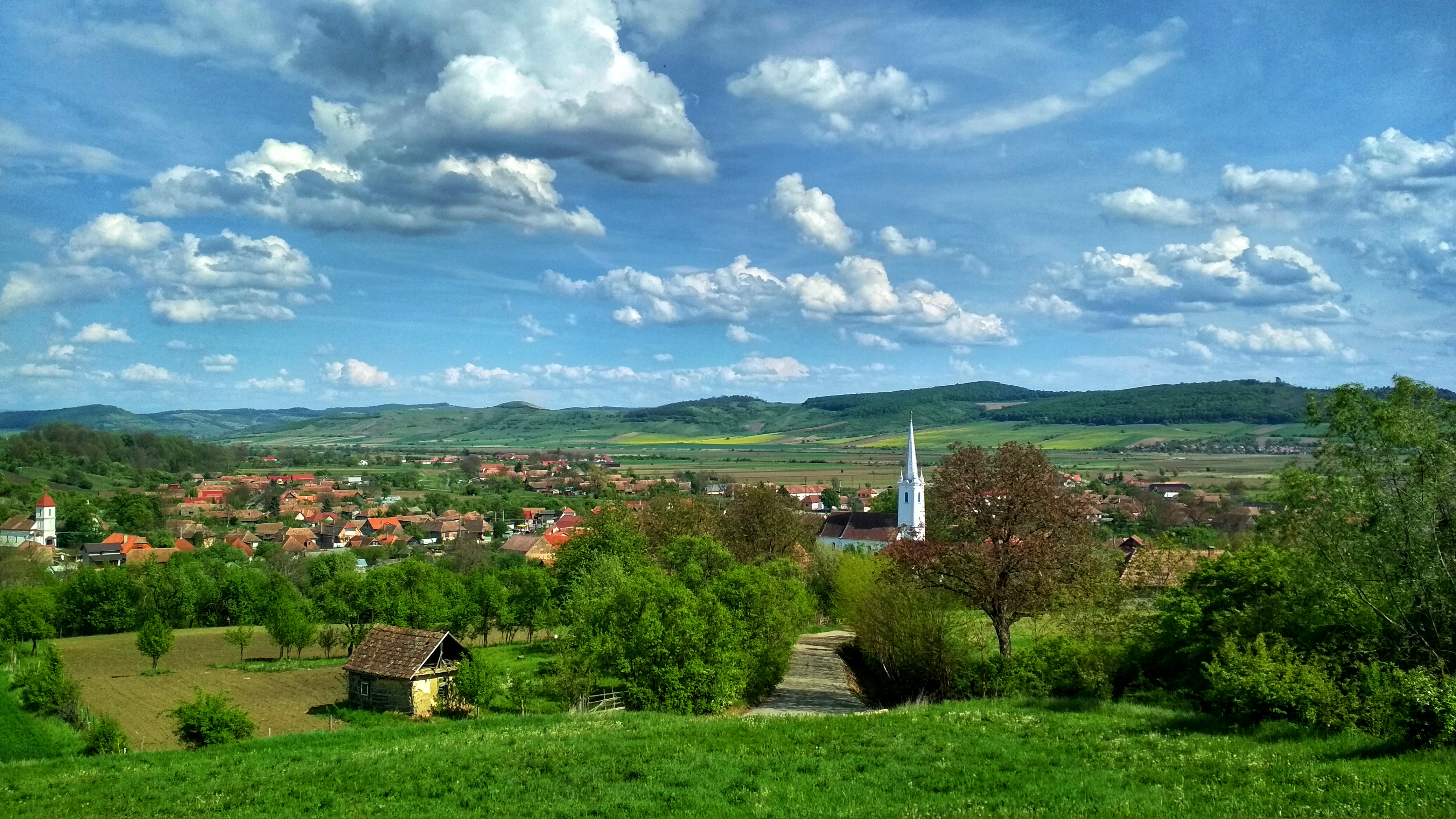
A település a Backa dombról nézve.

A XIII. századtól kezdődően egyre több székely nyert a vármegyék területén nemesi jogú egyéni birtokot. Egy ilyen adományozásnak köszönhetjük falunk első írott említését is.
Bethlen Gábor trónra lépése után, 1614-ben, összeíratta a székelységet. Backamadarason egy zömével szabadságába visszaállított, de ismét eljobbágyosodásnak indult közösség élt. Ebben az időszakban kezdtek el falugyűléseket tartani a település lakói, amelyeken a közösség bármely tagja részt vehetett, rendi hovatartozástól függetlenül. Ezeken a gyűléseken az egész falura érvényes határozatokat, sőt jogszabályokat, úgynevezett „falutörvényeket” is hoztak. Egy ilyen falutörvénye ismert Backamadarasnak 1617-ből, melyet Bálintfalvával és Nyárádszentlászlóval közösen hoztak érvénybe. A falugyűlés irányította a település gazdasági életét. A gyűlés hatáskörébe tartozott a bíró, az esküdtek, a pásztorok választása, megfogadása. Gyűléseket évente legalább egyszer tartottak és a közösség tagjainak kötelességük volt ezeken részt venniük. A falubírókat és az esküdteket egy-egy évre választották meg.
A falusi hierarchia élén a fő- és birtokos nemesek helyezkedtek el. A faluban birtokkal rendelkezett gróf Bethlen Ádám, báró Nalátzi István, gróf Kórnis Antal, gróf Gyulaffi László, gróf Lázár Ferencné és Keresztúri Miklós. Ez utóbbi kivételével mindenkinek kúriája is volt Backamadarason. Továbbá 1785-ben birtokos volt itt özvegy báró Nalátzi Istvánné, gróf Toldalagi Zsuzsanna, báró Henter Antal, báró Bornemissza János, Matskási Péter és gróf Bethlen József. 1831-ben birtokkal rendelkeznek: gróf Bethlen Józsefné, gróf Torotzkai Pálné, báró Bornemissza József, gróf Haller László, gróf Traun Antalné és Klementsits Dánielné.
1744-ben Mária Terézia császárnő trónjának megvédése céljából elrendelték a fegyvert fogható nemesek összeírását és mozgósítását. Ekkor a lófőket és a gyalog székelyeket ismét ide sorolták. Backamadarason ebben az időben a számarányokat tekintve a szabad rendűek után a jobbágyok következtek, míg a zsellérek a lakosság 18-19%-át alkották.

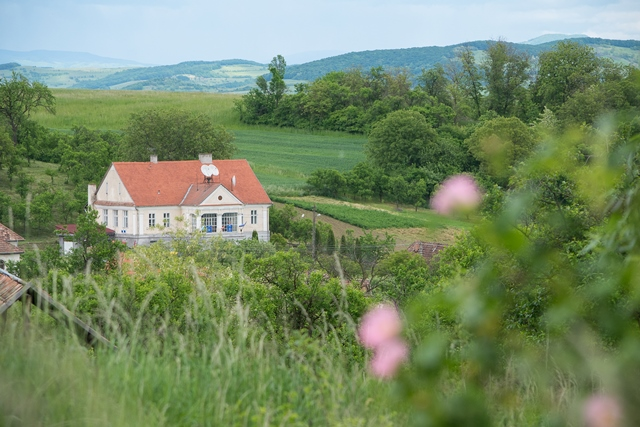
Horváth–Petrichevich-kúria

A szabad székelyek túlsúlya (az armalistákkal együtt) megmarad 1848-ig, amikor a forradalom véget vetett a rendi tagolódásnak. A forradalomból kialakult szabadságharcban Backamadarasról úgy nemzetőrök, mint honvédek egyaránt részt vettek, vérüket áldozva a hazájukért nem egy csatában is. 1849. március 15.-én két műemlék nyárfát ültetett Losontzi József lelkész, az akkori cinterem keleti felébe (ami ma már az óvoda udvarán található). Mindezt annak emlékére, hogy a „Magyar hadsereg bevétte ostrommal, rohammal Buda várát”. Ebből a két fából ma egy még mindig áll és az egyik büszkesége a falunak. Ugyancsak Losontzi József lelkész ültetett 1860-ban egy műemlék zádokfát is a cinterembe, ami szintén mai napig megcsodálható, és az egyik legkiemelkedőbb jellegzetessége a templom udvarának.
A századfordulón a családi gazdaság hagyományos formája élt tovább: a férfiak feladata volt a szántás, kaszálás, cséplés, erdőlés, a szerszám készítés, az állatok gondozása, míg az asszonyok feladata volt a takarítás, az aratás, a szövés-fonás, a kisállatok gondozása, a konyhai munka elvégzése, illetve rájuk hárult a gyermekek nevelése is.
A békés falusi életet érzékenyen érintette az 1914 nyarán kezdetét vett első világháború.

A július 28.-i mozgósítás Backamadarason is végbe ment. A harctéren lelte halálát 40 madarasi férfi. Emléküket a református templomban elhelyezett és 1926 elején leleplezett márványtábla őrzi. A háború mellett más megpróbáltatásoknak is ki volt téve a lakosság: 1916-ban ágyúöntésre elvitték a református templom kisebb harangját, míg 1918-ban itt volt elszállásolva a XI. honvédgyalogezred egy része.

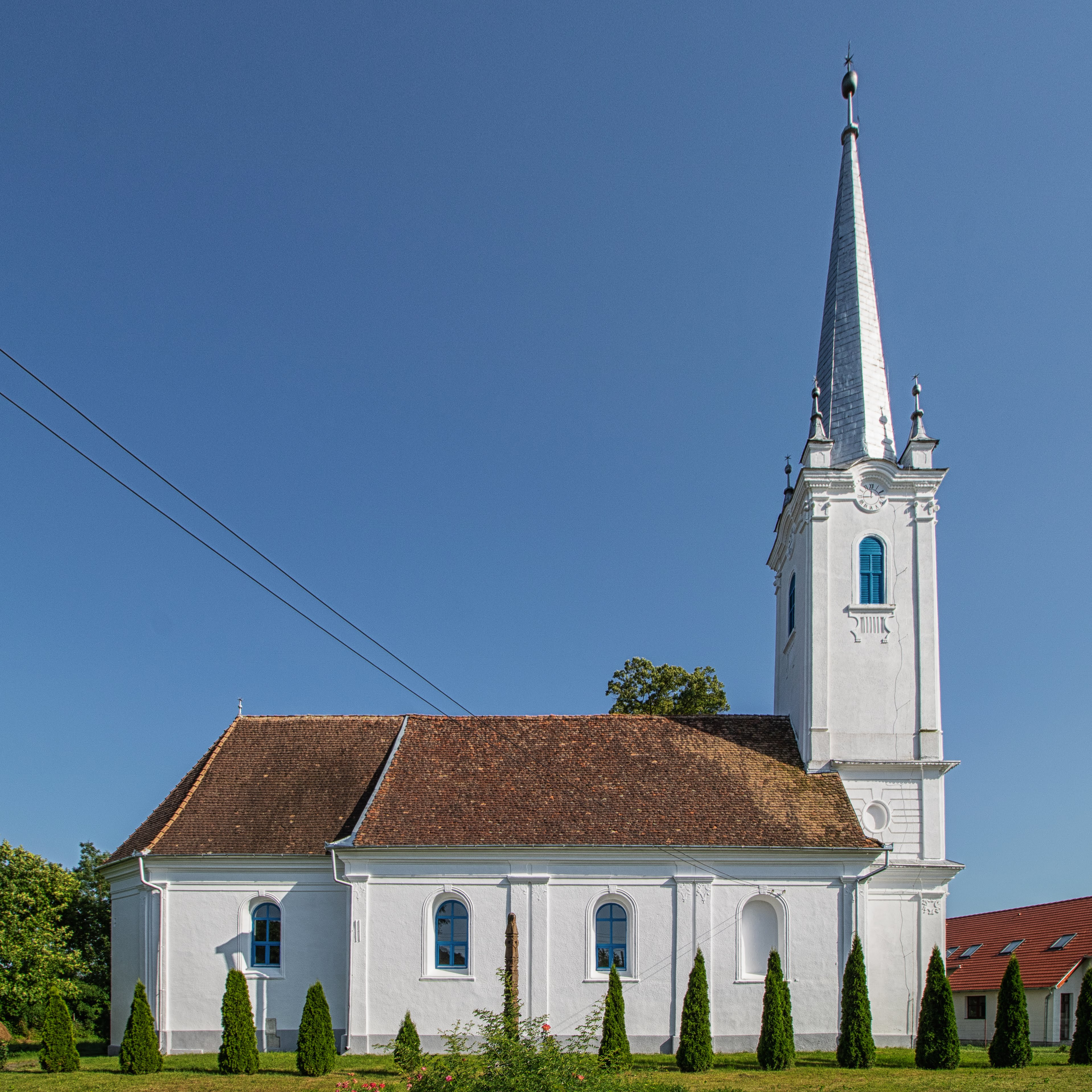
Református templom. Szerző: Szőcs Edgár

A második világháború is rendkívüli áldozatokat követelt a lakosságtól minden téren. A gazdasági helyzet egyre aggasztóbb lett. A háborúba a falu férfi lakosságának nagy részét elvitték, többek közülük hadifogságba estek (a hazatértek kb. 112-re becsülték a fogságba esettek számát) és voltak közülük, akik sosem tértek már haza. A 44 hősi halott emlékét szintén egy márványtábla őrzi a református templomban.
A front 1944 szeptemberében a Nyárád-völgyén is végig vonult, többek között Backamadaras határát is érintve. A Vácmány-tetőn a német katonaság védelmi vonalat épített ki.
A háború elvonulása nem nyugalmat, nem békét, hanem további megalázkodást hozott az emberek életébe. Szép lassan eluralkodott a kommunizmus az országban.
1944 októberében 11 backamadarasi férfit deportáltak „pár napi helyreállítási munkára”. Az elhurcoltakat Foksányon és Tighinán keresztül Kijevig és Kisinyovig szállították. Közülük mindössze hárman tértek haza.
A kommunizmus magával a hozta a „kulákság” felszámolását, megsemmisítését. Ebből kifolyólag Madarason is számos föld állami tulajdonba került. 

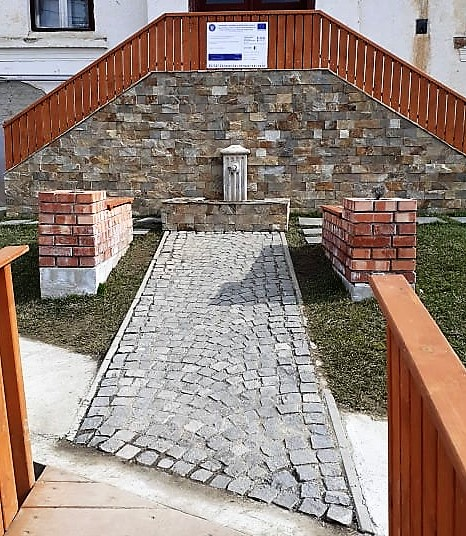
Külső csorgó.

Egy évtizeddel később, 1956 és 1962 között, bevezetik a földgázt a településen.
1963-65-ben sor kerül a villamosítására.
1964-1970 között felépül a helyi kultúrotthon, mivel a régi már szűkösnek bizonyul.
1982-1984 között elkészül az új iskola és 1984 őszén már a tanítást is itt kezdik meg.
1989 decemberében elindul a kommunista rendszer felszámolása, amely magával hozza a földek visszaszolgáltatását. Ez az időszak számos problémát jelentett Backamadaras akkori vezetőségének.
1990 februárjától létrejön az ideiglenes polgármesteri hivatal a községhez tartozó három településsel: Backamadaras, Szentgerice és Bálintfalva.
A forradalom után nem sokkal megalakul a Romániai Magyar Demokrata Szövetség helyi szervezete tele reménnyel és bizakodással.

A település életében mérföldkőt jelentett az 1992-es év. Ebben az évben töltötte Backamadaras a 600. évét (az első írásos emléktől számítva). Az évforduló alkalmával felavatják Backamadarasi Kiss Gergely kopjafáját az iskola előtti téren, valamint Pál-Antal Sándor történész és néhány helyi lakos fáradalmas munkájának köszönhetően kiadják a falu első monográfiáját „Backamadaras 600 éve” címmel.

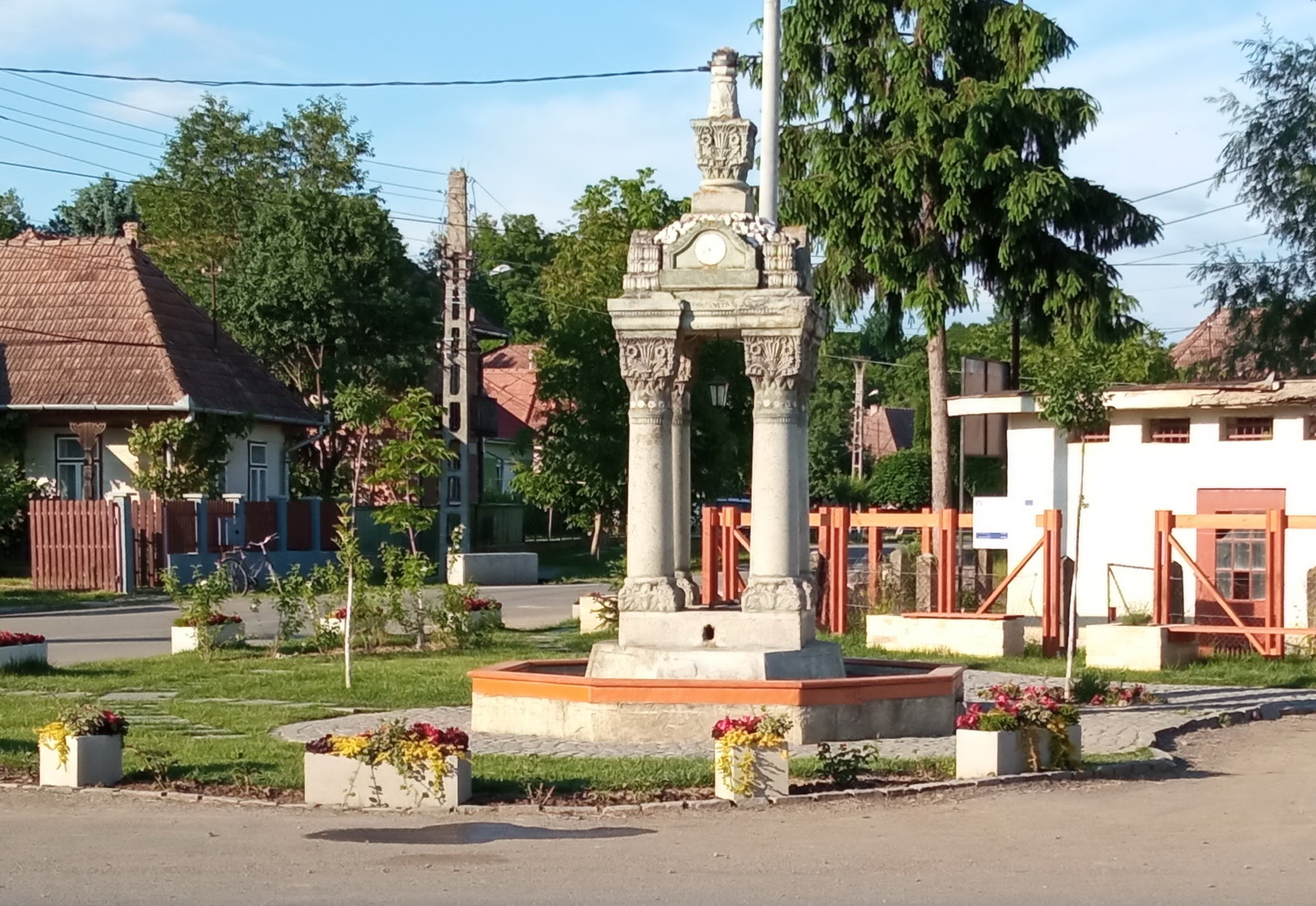
A központi csorgó.

2000-ben adják át a holland segítséggel épült Diakonos Öregotthont.
2004-ben megalakul a Backamadarasért Egyesület helyi tenniakaró szülők kezdeményezésével, melynek akkori céljai között elsősorban a helyi Kincses Néptáncegyüttes működtetése és támogatása állt. Napjainkban az egyesület szerves részét képezi a település életének, kulturális, oktatási, közösségi és hagyományőrző tevékenységeiknek köszönhetően. A 2020-as évekre a Kincses Néptáncegyüttes immár hatodik generációja örvendezteti meg a közönséget és ápolja a környék néptáncmozgalmainak hagyományát.
2006 májusában került sor az első Madarasok Találkozójának a megszervezésére, mely alkalommal öt Madaras nevezetű település képviselői aláírtak egy együttműködési szerződést Backamadarason. Ettől az évtől kezdődően minden évben megrendezik a találkozót, melyet minden alkalommal az öt település egyike szervez meg. A települések közül kettő az anyaország területén található: Kunmadaras (Jász-Nagykun-Szolnok vármegye), Madaras (Bács-Kiskun vármegye), három pedig Erdélyben: Csíkmadaras (Hargita megye), Mezőmadaras (Maros megye) és Backamadaras (Maros megye). Backamadaras három találkozó megszervezésén van túl (2006, 2011, 2016).
2008-ban leleplezik a Találkozások Kopjafáját a református templomkertben.
2011-ben egy új székelykapuval ellátott központi parkot hoznak létre, ahol Backamadaras első írásos emlékét márványtáblába vésve lehet megtekinteni. Az emlékművet körül veszi nyolc faragott oszlop, mindegyik egy-egy testvértelepülést jelképezve.
2012-ben Baczkamadarasi Kis Gergely szobrát a székelyudvarhelyi kollégium Backamadarasnak ajándékozta. A szobor avatására Kató Béla püspökhelyettes jelenlétében került sor Pünkösd másodnapján.
2018-ban kerül kiadásra Albert-Buzási Margit backamadarasi születésű tanár és volt igazgató által összeállított helyi iskolatörténeti könyv, ,,Képek, Korok, Emberek – Szemelgetés a backamadarasi Kiss Gergely Általános Iskola történetéből" címmel.
2018-2019 között Magyarország Kormányának támogatásával a református egyház telkén és a templom szomszédságában felépül az új óvoda és napköziotthon épülete, ugyanis a régi állapota már nem bizonyul használhatónak. Megjegyzendő, hogy az egykori felekezeti iskola épülete 2018-ban lebontásra került.
2021-ben új arculatot kap a település két ivóvíz forrása, ahogy a helyiek nevezik: a külső és a belső csorgó.

## Közélete

### Polgármesterei
- 1990-1992: Makkai Endre (független, ideiglenes)
- 1992-1996: Szőcs László (független)
- 1996-2000: Csíki József (független)
- 2000-2004: Csíki József (független)
- 2004-2008: Csíki József (RMDSZ)
- 2008-2012: Turbák Zoltán (RMDSZ)
- 2012-2016: Turbák Zoltán (RMDSZ)
- 2016-2020: Szőcs Antal (RMDSZ)
- 2020-tól: Szőcs Antal (RMDSZ)

### Alpolgármesterei
- 1992-1996: Csíki József (RMDSZ)
- 1996-2000: Szőcs László (független)
- 2000-2004: Kirizsán Károly (RMDSZ)
- 2004-2008: Szőcs László (RMDSZ)
- 2008-2012: Fejér Andor (MPP)
- 2012-2016: Nagy György (RMDSZ)
- 2016-2020: Nagy György (RMDSZ)
- 2020-2024: Benke Zoltán (RMDSZ)
- 2024 - a mai napig: Mészáros Mózes (RMDSZ)

## Látnivalók
- Központi park.
- Református temploma 1818 és 1825 között épült, 1861-ben restaurálták.
- A református templomkert.
- Római katolikus temploma a Jézus Szent Szíve kápolna nevet viseli, 1910-ben br. Horváth-Petrichevich Gáborné (szül. Szentkirályi Margit) építtette, országos gyűjtés révén biztosítva a költségeket.
- Ortodox temploma az 1920-as években épült a görögkatolikusok számára, 1948-ban az ortodoxok használatába ment át.
- A Horváth-Petrichevich-kúria a 19. század elején épült, 1925-óta községháza.
- A településen két ivóvíz forrás is található. A központi díszes oszlopos csorgó 1946-ban épült Zajzon Gábor helyi lakos munkája által, míg a tőle néhány száz méterre, a Polgármesteri Hivatal szomszédságában lévő, a helyiek által csak „külső csorgó”-ként emlegetett forrás 2021-ben lett felújítva.
- Falumúzeum, amelyben a kiállított régiségeket Albert-Buzási József helybeli tanár gyűjtötte össze.
- Makkai Zsigmond egykori székely honatya emléktáblája a ma is álló házán.

## Híres emberek
- Itt született Backamadarasi Kis Gergely (1738–1787) professzor, az erdélyi református egyház főjegyzője, a székelyudvarhelyi református kollégium második alapítója, az ottani református templom építtetője. Backamadarason emlékszobát létesítettek a tiszteletére.[2]
- Itt született és hunyt el Makkai Zsigmond (1863–1918) székely honatya, magyar országgyűlési képviselő. „Harisnyás székely képviselő” néven vált ismertté, ő volt a legelső egyszerű földműves ember, aki elnyerte egy egész választókerület bizalmát 1901-ben az ákosfalvi kerületben. Képviselő mivoltja előtt Backamadaras bírájaként, illetve híd- és útépítési vállalkozóként tevékenykedett. Neje: backamadarasi Bari Amália. Hét közös gyermekük közül négyen érték meg a felnőttkort. Több mint száz leszármazottjuk 2013. augusztus 10-én, születésének 150. évfordulóján, egy emlékünnepséget szervezett a tiszteletére. Sírhelye a backamadarasi református temetőben van, ugyanakkor emlékét emléktábla őrzi a jelenleg is álló házán.[3]
- Itt született 1884-ben, székely nemes gazdacsaládban, Kacsó Lajos református lelkész, a Marosi Református Egyházmegye esperes-helyettese. Középiskoláit Marosvásárhelyen, a teológiát Kolozsváron végezte. Mint lelkész 1908-ban Páncélcsehen kezdte meg szolgálatát, 1909 -től Mezőmadarason végezte hivatását. Neje: zabolai Szőke Ilona, gyermekei: Balázs és Lóránt. Irodalmi téren közismert munkásságot fejtett ki. Marosvásárhelyen 2 évig szerkesztette a „Barázda” hetilapot. Számos novellája, egyházi vonatkozású tudományos munkája jelent meg nyomtatásban. Volt magyarpárti elnök. Magyarsága miatt üldözték és 9 hónapig bujdosni volt kénytelen.[4]
- Itt született Csíki Sándor (1958 – 2014, Nyárádszereda) testnevelő tanár, író. Írásai jelentek meg többek között az Erdélyi Naplóban, az Európai Időben, a Polgári Életben és a Népújságban. Hat kötet is fűződik nevéhez. Az Erdélyi Családszervezetek Szövetségének és a marosszéki Székely Nemzeti Tanács elnöki tisztségét is betöltötte.[3]

## Testvértelepülések
- Kunmadaras, Magyarország
- Abádszalók, Magyarország
- Búcs, Szlovákia

Élő, de nem hivatalos testvértelepülési kapcsolat van kialakítva a következő településekkel:
- Kunsziget, Magyarország
- Madaras, Magyarország
- Csíkmadaras, Románia
- Mezőmadaras, Románia